# 第3航空軍 (日本軍)
第3航空軍（だいさんこうくうぐん、第三航空軍）は、大日本帝国陸軍の航空軍の一つ。通称号は司、軍隊符号は3FA。

## 沿革
1942年（昭和17年）6月27日に編成が発令され、同年7月10日に戦闘序列下令、7月23日に編成が完了した。編成の理由は南方方面の航空作戦準備を促進することであり、蘭印作戦で確保したパレンバンに代表されるスマトラ島の油田・製油所地帯、ビルマ南部、タイ、仏印方面の防空を担い、南方軍隷下で終戦を迎えた。

## 概要

### 司令官
- 菅原道大 中将：1942年7月9日 -
- 小畑英良 中将：1943年5月1日 -
- 木下敏 中将：1943年12月7日 -

### 参謀長
- 橋本秀信 少将：1942年7月9日 -
- 寺田済一 少将：1943年5月19日 -
- 塚田理喜智 少将：1944年2月14日 -
- 隈部正美 少将：1944年8月8日 -
- 川上清志 少将：1944年11月27日 - 1944年12月8日戦死
- 欠：1944年12月8日 -
- 森本軍蔵 少将：1945年3月9日 - 9月22日

### 最終司令部構成
- 高級参謀：長浜秀明 大佐
- 参謀
  - 浜田要 中佐（後方）
  - 内藤進 中佐（作戦）
  - 田中堯 少佐
  - 宮崎正直 少佐
  - 伊井義正 少佐
- 高級副官：笠井久一 大佐
- 兵器部長：山田栄 大佐
- 経理部長：中村伊七 主計大佐
- 軍医部長：川名達雄 軍医大佐
- （兼）法務部長：大塚操 法務少将

### 最終所属部隊
- 第5飛行師団：服部武士 中将
  - 第4飛行団
    - 飛行第64戦隊
    - 飛行第81戦隊
    - 第1航空地区司令部
    - 第7航空地区司令部
    - 第2航空情報連隊
- 第9飛行師団：白銀重二 中将
  - 飛行第87戦隊
  - 第8航空地区司令部
  - 第22航空地区司令部
  - 第7航空情報連隊
  - 第14航空情報連隊
- 第55航空師団：北川潔水 少将
  - 独立第106教育飛行団
  - 独立第107教育飛行団
  - 独立第109教育飛行団
- 独立第10飛行団：安在秋男 大佐
  - 第37航空地区司令部
- 第3航空通信司令部：真崎久満雄 中将
  - 第1航空通信連隊
  - 第3航空通信連隊
  - 第11航空通信連隊
- 南方軍第1航空教育隊
- 第4航空地区司令部
- 第9航空地区司令部
- 第15航空地区司令部
- 第23航空地区司令部
- 第24航空地区司令部
- 第25航空地区司令部
- 第29航空地区司令部
- 第32航空地区司令部
- 第37航空地区司令部
- 第59航空地区司令部
- 第9航空通信連隊
- 第3気象連隊
- 第16野戦航空修理廠
- 第19野戦航空修理廠
- 第20野戦航空修理廠
- 第21野戦航空修理廠
- 第22野戦航空修理廠
- 第25野戦航空修理廠
- 第13野戦航空補給廠
- 第20野戦航空補給廠
- 第21野戦航空補給廠